# Balut
Il balut (in vietnamita trứng vịt lộn o hột vịt lộn, in cambogiano pong tea khon) è un piatto tipico di molti paesi del Sud-est asiatico; consiste in un uovo di anatra o di gallina fecondato e bollito nel suo guscio poco prima della schiusa, quando l'embrione al suo interno è quasi completamente formato.

## Diffusione
Viene considerato una prelibatezza in tutta l'Asia sud-orientale e in particolare nelle Filippine, in Cambogia, in Vietnam, nel Laos e in alcune aree della Cina, dove è noto con il nome locale di máodàn (毛蛋, letteralmente "uova pelose"). In questi paesi viene considerato un alimento afrodisiaco e per questo motivo viene spesso venduto durante la notte nei quartieri di divertimento da venditori ambulanti.
Successivamente, a partire dall'inizio del XXI secolo nelle Filippine e in Vietnam questa pietanza ha perso in parte la sua connotazione di piatto "povero" ed è stata anche trasferita nell'alta cucina, servita sempre più di frequente nei ristoranti di lusso.

## Preparazione e consumo

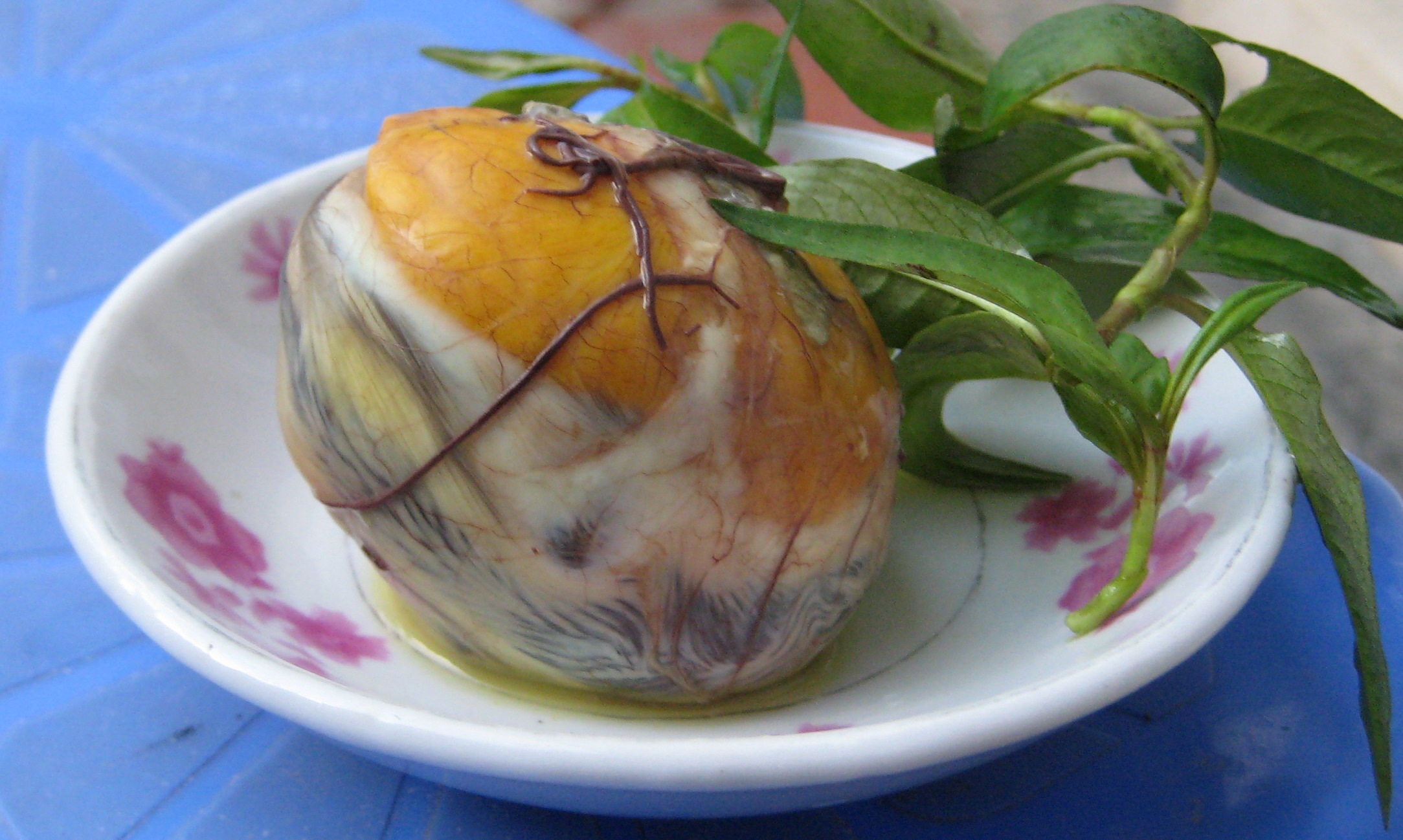
Balut servito al piatto

La preparazione del balut inizia con la raccolta delle uova inseminate, che vengono sistemate in canestri esposti al sole e tenuti al caldo, per favorire lo sviluppo dell'embrione. Dopo sette giorni, le uova vengono esaminate in controluce per verificare all'interno la presenza dell'embrione; quelle che lo contengono continuano ad essere incubate per altri otto giorni circa, dopodiché sono pronte per essere lessate.
Il tempo totale di incubazione può però variare a seconda degli stili culinari: nelle Filippine ad esempio, l'uovo viene bollito prima che abbia raggiunto i 17 giorni; in questo modo l'embrione si mantiene tenero ed interamente edibile, avendo ancora il becco molle e le zampe, gli artigli ed in generale le ossa ancora non sviluppati. Vietnamiti e Cambogiani sono invece soliti cuocere le uova dopo che queste hanno passato i 20 o più giorni di sviluppo, quando cioè lo scheletro è già presente, sebbene non sia ancora calcificato e si presenti per questo morbido.
Il balut (parola che, in lingua filippina, significa letteralmente "incartato") può essere consumato direttamente dal guscio, eventualmente condito con sale o con aceto. In alternativa, può venire servito "al piatto" accompagnato da varie salse.